# Alajõe (Virumaa Wschodnia)
Alajõe – wieś w Estonii, w prowincji Virumaa Wschodnia, ośrodek administracyjny gminy Alajõe.
We wsi znajduje się XIX-wieczna cerkiew Narodzenia Matki Bożej.